# Солана-де-Авіла
Солана-де-Авіла (ісп. Solana de Ávila) — муніципалітет в Іспанії, у складі автономної спільноти Кастилія-і-Леон, у провінції Авіла. Населення — 145 осіб (2010).
Муніципалітет розташований на відстані близько 160 км на захід від Мадрида, 85 км на південний захід від Авіли.
На території муніципалітету розташовані такі населені пункти: (дані про населення за 2010 рік)
- Касас-дель-Рей: 1 особа
- Лос-Лорос: 7 осіб
- Масалінос: 16 осіб
- Лос-Наррос: 17 осіб
- Санта-Лусія-де-ла-Сьєрра: 20 осіб
- Серранія: 9 осіб
- Солана-де-Авіла: 60 осіб
- Тремедаль: 5 осіб
- Ла-Сарса: 10 осіб

## Демографія
Динаміка населення (INE ):